# Libertas

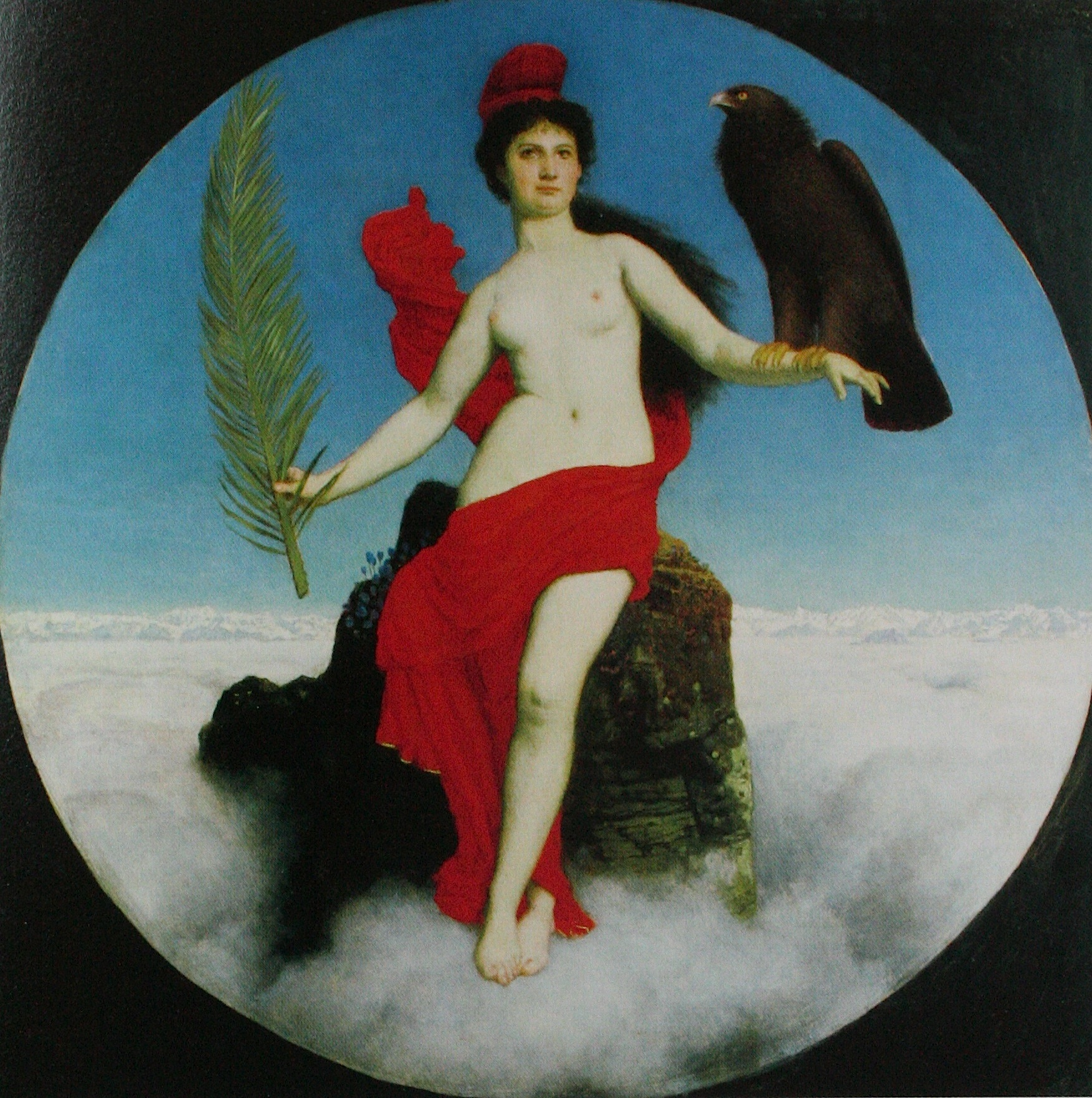
Die Freiheit (Arnold Böcklin, 1891)

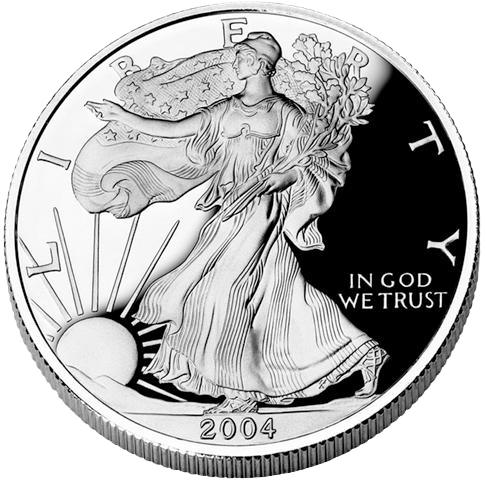
Freiheitsgöttin auf dem American Silver Eagle

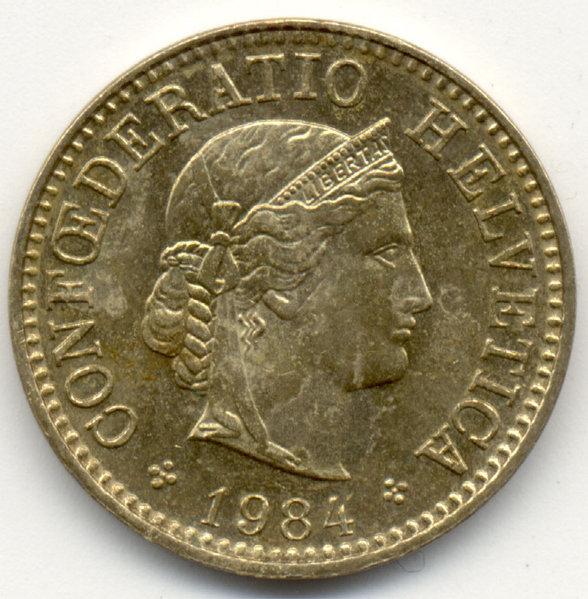
Libertas auf der Rückseite der Schweizer 5-Rappen-Münze

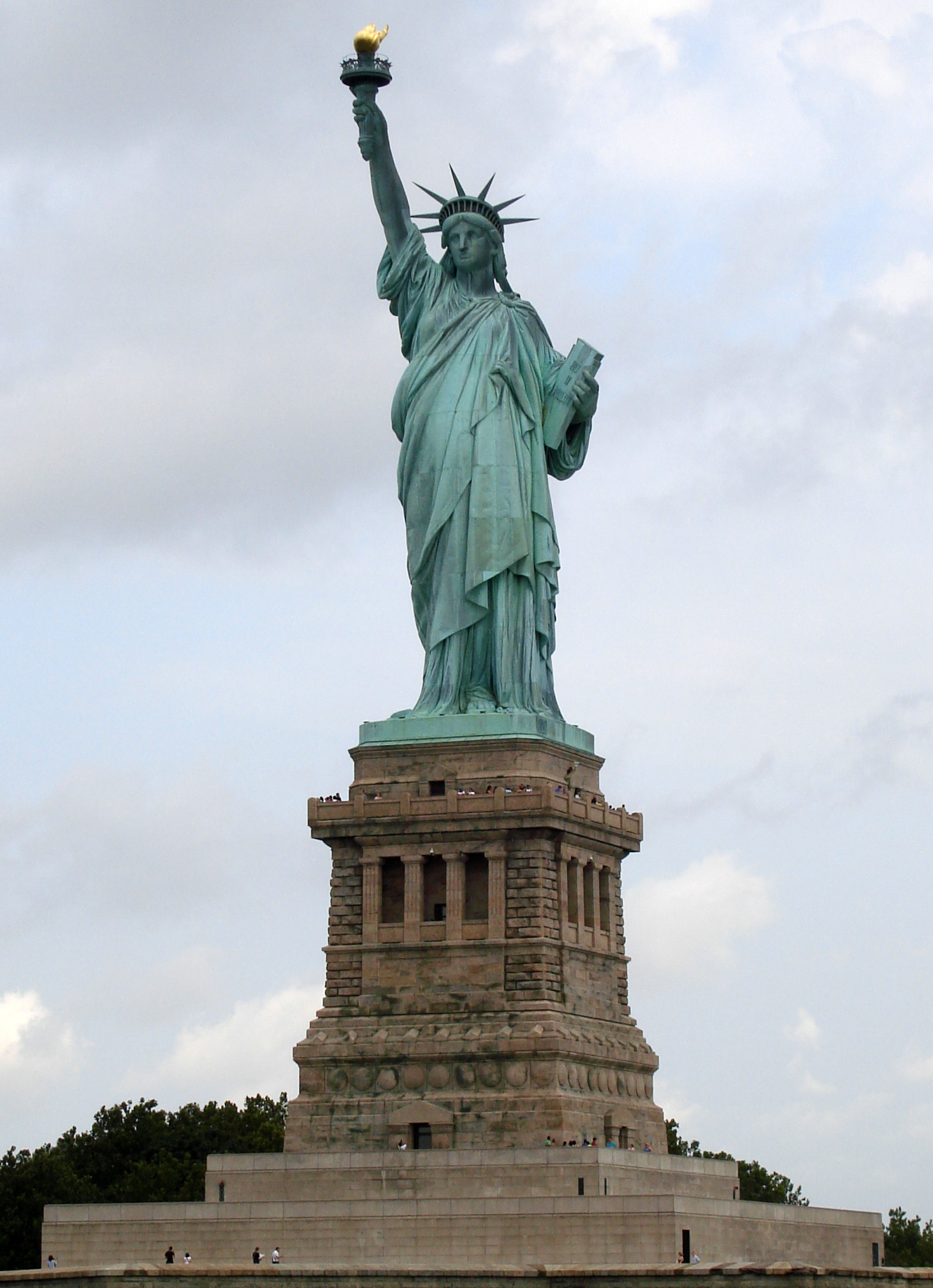
Die Freiheitsstatue (Liberty Enlightening the World) in New York stellt die Göttin Libertas dar.

Libertas (lateinisch Freiheit) ist in der römischen Mythologie die Personifikation der Freiheit.
Ursprünglich war sie neben Civitas (Bürgerrecht) und Familia (Familienstand) Voraussetzung für die persönliche Rechtsfähigkeit des römischen Bürgers. Verlor der Bürger die „Freiheit“, etwa durch Kriegsgefangenschaft oder durch Todesurteil, erlitt er damit eine Capitis deminutio maxima (größte Personenstandabwertung). Er wurde zum Sklaven erniedrigt und fortan als Sache betrachtet. Libertas wurde in dieser Zeit auf Münzen als schöne, reichgeschmückte Frau dargestellt.
Gegen Ende der Römischen Republik wandelten sich ihre Attribute möglicherweise in ein Zepter und einen Pileus, einen von freigelassenen Sklaven aufgesetzten Hut. Während des nachfolgenden Prinzipats ging ihre Stellung vom individuellen auf einen allgemein-staatlichen Freiheitsbegriff über. Nach heutiger Auffassung wurde dieser zusammen mit Securitas (Mythologie) vom Kaiser bestimmt.
Libertas-Tempel wurden auf den beiden römischen Hügeln Aventin und dem Palatin gefunden. Auf dem Palatin baute Clodius einen Libertas-Tempel auf dem Fundament der Villa Ciceros, seines politischen Widersachers. Dies sollte ein Symbol für die Befreiung der Republik von Cicero sein, der in seinem Konsulat 63 v. Chr. ohne ordentlichen Prozess die Catilinarier hinrichten ließ.
Porträts der Libertas zieren viele Münzen, beispielsweise die Fünf-, Zehn- und Zwanzigrappenmünzen der Schweiz und diverse Münzen aus den USA. Auch die Freiheitsstatue ist eine bekannte Darstellung der Libertas.